# باد خمسین
باد خمسین (مشتق شده از کلمه «پنجاه» در عربی)، معمولاً شناخته شده در مصر به نام خماسین (khamasīn، IPA: [xæmæˈsi:n])، باد محلی خشک، گرم و همراه با شن است که مصر و اسرائیل را تحت تأثیر قرار می‌دهد. بادهای مشابهی در مناطق دیگر مانند آفریقای شمالی، شبه جزیره عربستان و کل مدیترانه می‌وزد که، نام‌های مختلف محلی دارند مانند باد صد و بیست روزه در ایران و افغانستان، هابوب در سودان، عاجیج در جنوب مراکش، گیبلی در تونس، هارمتن در غرب مغرب، آفریکو در ایتالیا، سیروکو (برگرفته از شرقیه در عربی، به معنی «بادخاوری») در بیشتر قسمت‌های خاور میانه در زمستان‌ها، و سیموم .
این طوفان‌های خشک و پر از شن و ماسه در یک دوره پنجاه روزه در بهار به‌طور پراکنده در مصر می‌وزند. از این رو این نام را به‌خود گرفته‌اند. این اصطلاح همچنین در لوانت جنوبی (اسرائیل، فلسطین، اردن) استفاده می‌شود، جایی که این پدیده شکلی متفاوت به خود می‌گیرد و هم در بهار و هم در پاییز می‌وزد.
هنگامی که طوفان از یک منطقه می‌گذرد و چند ساعت طول می‌کشد، مقدار زیادی ماسه و گرد و غبار را از بیابان‌ها حمل می‌کند و سرعت آن تا ۱۴۰ کیلومتر در ساعت (۸۷ مایل در ساعت؛ ۷۶ گره) می‌رسد و رطوبت در آن منطقه پایین می‌آید. ۵٪ حتی در زمستان نیز به دلیل طوفان، دمای هوا از ۴۵ درجه سانتیگراد (۱۱۳ درجه فارنهایت) بالاتر می‌رود. طبق گزارش‌ها، طوفان‌های ماسه‌ای به شدت مانع فعالیت‌های نظامی ناپلئون در مصر و همچنین نبرد متفقین-آلمان در شمال آفریقا در جنگ جهانی دوم شد.
در کتاب سفر خروج از کتاب مقدس عبری، ruah kadim یا «باد شرقی» علت دوپاره شدن دریای سرخ است (Exodus 14:21).

## علل
خماسین می‌تواند توسط چرخندهای برون‌حاره‌ای که از فوریه تا ژوئن به سمت شرق در امتداد بخش‌های جنوبی حوضه مدیترانه یا در امتداد سواحل شمال آفریقا حرکت می‌کنند، تحریک شود.